# Puchar Anglii w piłce nożnej (1894/1895)
W sezonie 1894/95 odbyła się 24. edycja Pucharu Anglii. Zwycięzcą została Aston Villa, która pokonał w finale na stadionie Crystal Palace w Londynie West Bromwich Albion 1:0. 

## Ćwierćfinały
| 2 marca 1895 | Aston Villa | 6:2 | Nottingham Forest |  |
|              |             |     |                   |  |

| 2 marca 1895 | The Wednesday | 2:0 | Everton |  |
|              |               |     |         |  |

| 2 marca 1895 | West Bromwich | 1:0 | Wolverhampton Wanderers |  |
|              |               |     |                         |  |

| 2 marca 1895 | Sunderland | 2:1 | Bolton Wanderers |  |
|              |            |     |                  |  |

## Półfinały
Obydwa spotkania rozgrywane były na stadionach neutralnych. Terminy ustalono na sobotę 16 marca 1895 roku.
| 16 marca 1895 | Aston Villa Smith (2) | 2:1 | Sunderland Hannah | Ewood Park, Blackburn |
|               |                       |     |                   |                       |

| 16 marca 1895 | West Bromwich Hutchinson B. Williams (karny) | 2:0 | The Wednesday | Racecourse Ground, Derby |
|               |                                              |     |               |                          |

## Finał
Mecz finałowy odbył się w sobotę 20 kwietnia 1895 roku na stadionie Crystal Palace w Londynie.
Trofeum zostało skradzione z wystawy sklepowej w Birmingham. Za znalezienie wyznaczono nagrodę w wysokości 10 funtów. Według policji zaginął w nocy z 11 na 12 września 1895 roku. Nigdy nie został odnaleziony.
| 20 kwietnia 1895 | Aston Villa · Chatt 1' | 1:0 | West Bromwich | Crystal Palace, Londyn Widzów: 42 560 Sędzia: John Lewis |
|                  |                        |     |               |                                                          |

|  |  |